# Mercedes-Benz W114/W115
Os Mercedes-Benz W114 e W115 são linhas de automóveis do segmento E com motor dianteiro e tração traseira, para cinco passageiros, lançados pela Mercedes-Benz em 1968 para suceder os modelos W110, lançados em 1961. Apresentando um estilo moderno e quadrado de três volumes, projetado por Paul Bracq, foram fabricados até o ano-modelo de 1976, quando o W123 foi lançado.
Os modelos W114/W115 eram diferenciados no mercado por nomes relacionados à cilindrada do motor. Os modelos W114 apresentavam motores de seis cilindros e eram comercializados como 230.6, 250 e 280. Os modelos W115 apresentavam motores de quatro cilindros e eram comercializados como 200, 220, 230.4 e 240, com os modelos a diesel recebendo a designação D, diferentemente dos modelos a gasolina.
Quando a Mercedes lançou as linhas W114/115 em 1968, elas foram comercializadas como Modelos de Nova Geração, sendo, em última análise, as únicas a receber essa designação.
A Mercedes utilizou um '/8' nos nomes dos W114/115, indicando o ano de lançamento em 1968, dando origem aos apelidos '/8' ou 'barra oito' — e ao apelido alemão Strich Acht, traduzido livremente como "traço oito".